# Waldkauz
Der Waldkauz (Strix aluco) ist eine mittelgroße Eulenart mit einer Verbreitung von Europa bis nach Westsibirien und in den Iran. Er kommt außerdem in Südostasien vor. In Mitteleuropa ist der Waldkauz gemeinsam mit der Waldohreule die häufigste Eule. Er fehlt lediglich in baumarmen Gebieten. Waldkäuze benötigen als Brutareal reich strukturierte Landschaften, in denen sich Wälder und Baumgruppen mit offenen Flächen abwechseln. Er ist ein Höhlenbrüter, der neben Baumhöhlen auch in Mauerlöchern, Felshöhlen sowie Dachböden brütet. Er frisst bevorzugt Mäuse, kann aber seine Ernährung bei Mäusemangel auf Kleinvögel umstellen.
Kennzeichnend für diese dämmerungs- und nachtaktive Eulenart ist eine gedrungene Gestalt mit rundem Kopf und einer rindenähnlichen Gefiederfärbung. Von September bis November sowie im zeitigen Frühjahr ist der Reviergesang des Männchens weithin hörbar.
Der Waldkauz war in Deutschland Vogel des Jahres 2017.

## Beschreibung

### Erscheinungsbild erwachsener Waldkäuze
Der Waldkauz erreicht eine Körperlänge von 40 bis 42 Zentimetern und wiegt zwischen 330 und 630 Gramm. Weibchen sind tendenziell schwerer als die Männchen. Das durchschnittliche Gewicht von in Deutschland gefangenen Waldkauzweibchen beträgt 560 Gramm, während Männchen 120 Gramm leichter sind. Der Körperbau ist kompakt, der Kopf wirkt im Verhältnis zur Körpergröße groß. Federohren wie bei der Waldohreule fehlen. Der Gesichtsschleier ist dunkel umrahmt und überwiegend einfarbig beigebraun. Oberhalb des Gesichtsschleiers finden sich zwei weißliche Farbstriche, die besonders bei den dunklen Farbmorphen auffallen. Der dicke Schnabel ist stark gekrümmt und gewöhnlich schwefelgelb mit einer hornfarbenen bis hellgrauen Schnabelbasis. Die Wachshaut wirkt geschwollen und ist leicht grünlich. Die Iris ist schwarzbraun, die Pupille blauschwarz. Die Augenlider sind kahl und blass rot. Die Krallen sind an ihrer Wurzel grau, gehen dann in ein Hornbraun über und enden in einer schwarzen Spitze.

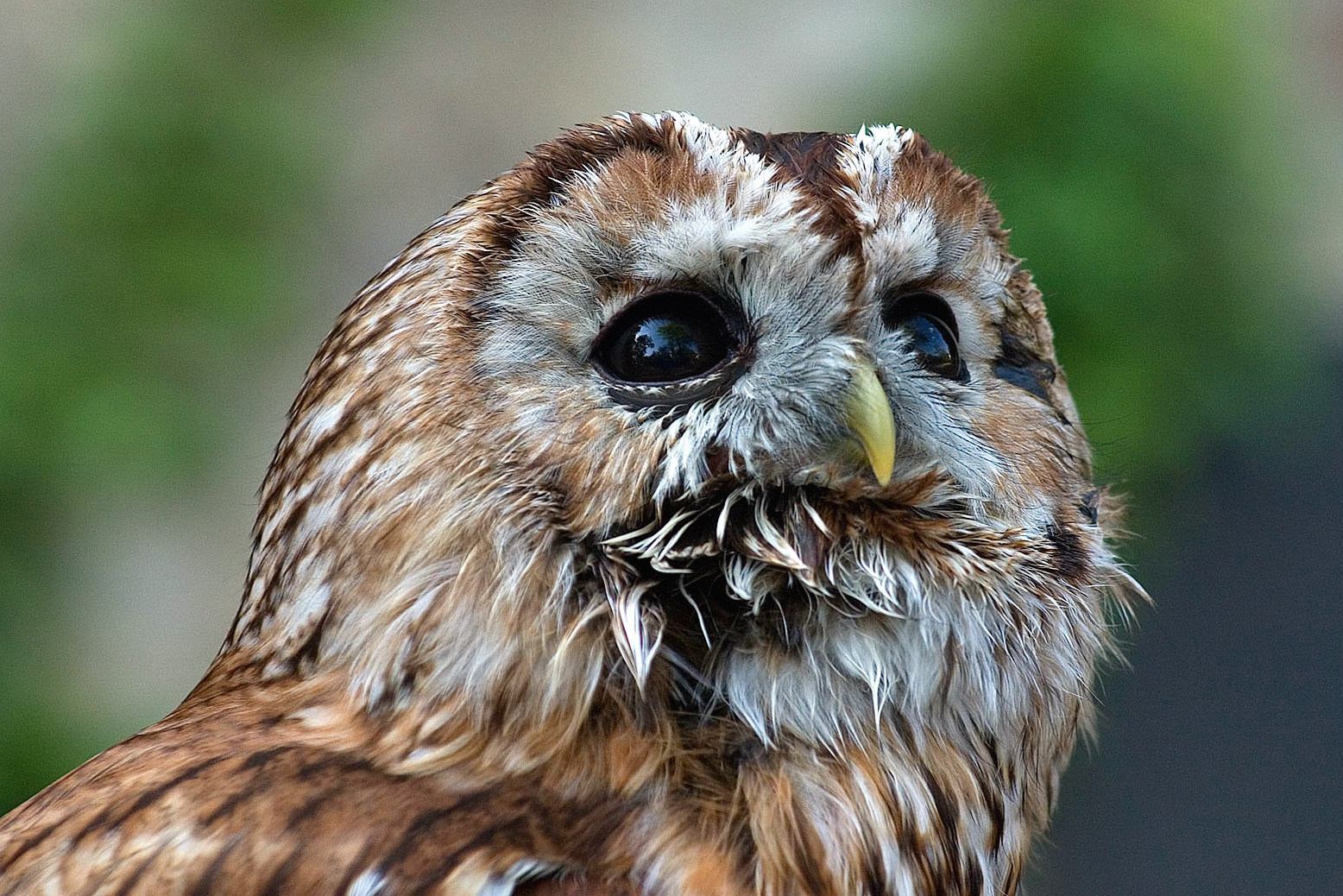
Porträt eines Waldkauzes, gut zu erkennen sind die zwei weißlichen Farbstriche am oberen Ende des Gesichtsschleiers.

Waldkäuze kommen in Mitteleuropa in verschiedenen Farbmorphen vor. Dies reicht von einer grauen Farbvariante über eine braune bis hin zu einer rostbraunen. Die Grundfärbung des Gefieders ist weder vom Alter noch vom Geschlecht bestimmt, wie lange Zeit vermutet wurde. Sie stellt vielmehr eine Anpassung an unterschiedliche Lebensräume dar. Die verschiedenen Farbmorphen können durchaus im gleichen Gebiet vorkommen und verpaaren sich auch miteinander. Paare mit unterschiedlicher Grundfärbung haben häufig auch Junge mit beiden Farbvarianten.
Das Gefieder sitzt sehr locker und lässt dadurch den Waldkauz größer wirken, als er tatsächlich ist. Die Körperoberseite ist grundsätzlich dunkler als die Körperunterseite. Das Gefieder weist eine rindenartige Tarnfärbung auf: Die Schultern und Flügel haben helle Tropfenflecken, die im Halbdunkel des Waldes wie Sonnenflecken wirken und damit die Tarnung erhöhen. Eine vergleichbare Gefiederfärbung mit Tropfenflecken findet sich auch bei einer Reihe anderer Vögel wie Zwergohreule, Wendehals, Sperlingskauz und Ziegenmelker, die sich tagsüber bevorzugt in der Nähe von Stämmen aufhalten. Die Federn der Körperoberseite haben jeweils seitlich verästelte Längsstreifen. Diese Ästelung ist vor allem auf dem Rücken und den Oberschwanzdecken dichter, so dass das Gefieder hier verwaschener wirkt. Die Schwungfedern sind braun, wobei die Außenfahnen weißliche, die Innenfahnen fahlbraune Querbinden aufweisen.

### Geographische Variationen im Erscheinungsbild

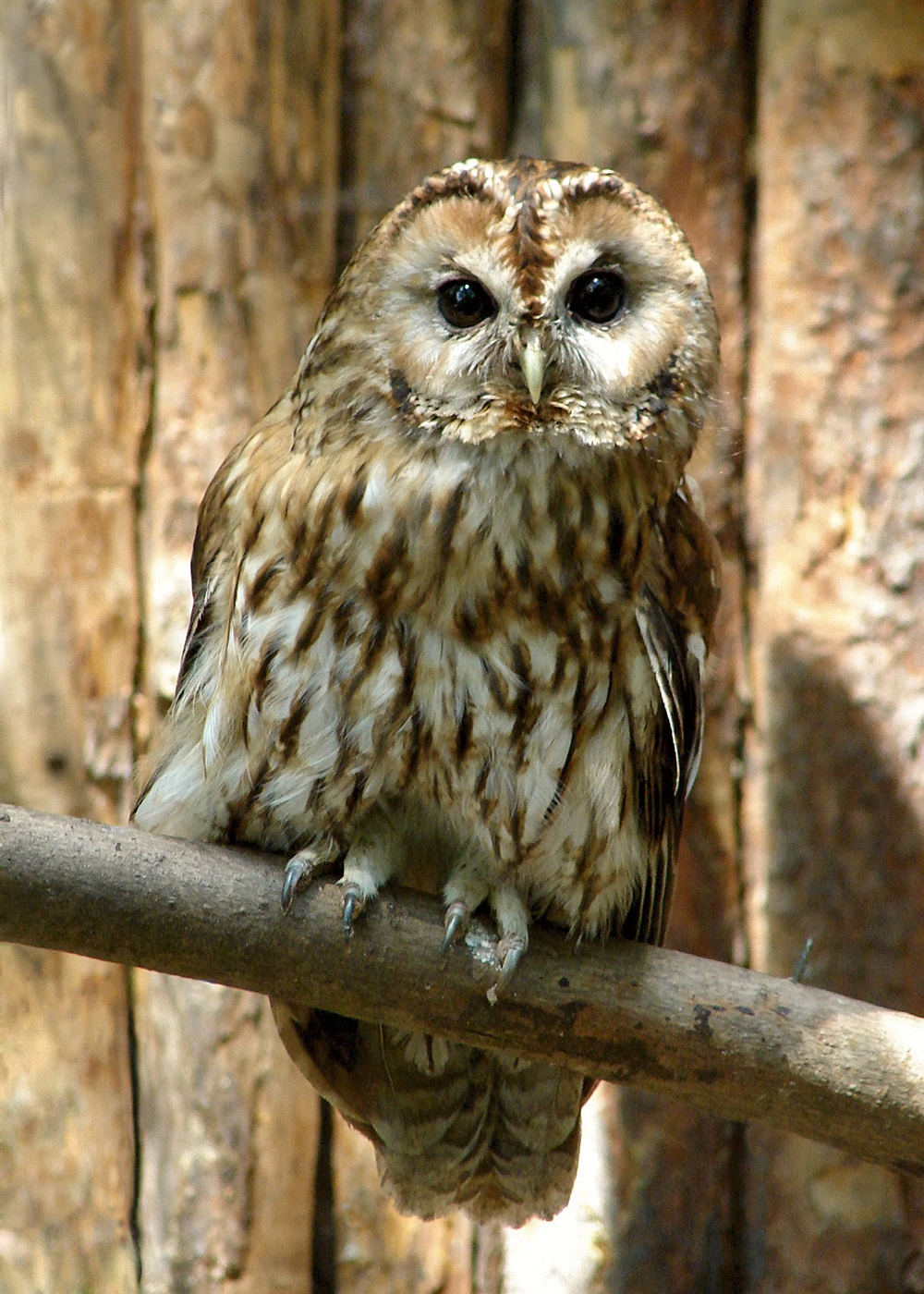
Die Nominatform Strix aluco aluco

Obwohl die Farbmorphen überall in Europa vorkommen, dominieren braune bis rostbraune Waldkäuze in den luftfeuchteren Klimazonen Westeuropas. So weisen im holländischen Dünengebiet achtzig Prozent der dort lebenden Waldkäuze ein rostrotes Gefieder auf. Die graue Morphe kommt im östlichen Verbreitungsgebiet häufiger vor. Im äußersten Norden weisen dagegen alle Waldkäuze ein graues Gefieder auf. Die in Sibirien und Zentralasien lebenden Unterarten des Waldkauzes haben ein graues und weißes Gefieder. Die nordafrikanische Unterart ist dunkel graubraun. Die in Süd- und Ostasien vorkommenden haben ein quer- und nicht längsgestreiftes Gefieder. Um den Gesichtsschleier verlaufen bei diesen Arten außerdem feine Linien.
Die sibirischen und skandinavischen Unterarten sind zwölf Prozent größer und vierzig Prozent schwerer als westeuropäische Vögel. Dies entspricht der Bergmannschen Regel, nach der bei endothermen Tieren, d. h. bei Säugern und Vögeln, die Individuen einer Art in den kälteren Arealen ihres Verbreitungsgebietes größer sind als in den wärmeren.
Die Grundfärbung des Gefieders ist genetisch bedingt und Studien in Finnland und Italien lassen darauf schließen, dass die grauen Morphen unter den Waldkäuzen eine höhere Reproduktionsrate und ein besseres Immunsystem haben sowie weniger von Parasiten befallen werden als die braunen Morphen. Da die Waldkäuze bei der Partnerwahl keine Präferenzen bezüglich der Gefiederfärbung zeigen, ist der Selektionsdruck auf braune Farbmorphen aber nicht sehr stark. Die in Italien durchgeführten Untersuchungen belegen aber auch, dass die Gefiederfärbung eine evolutionäre Anpassung an verschiedene Lebensräume ist. Waldkäuze mit einer braunen Grundfärbung treten vor allem in Waldgebieten auf. In Finnland dagegen dominieren entsprechend der Glogerschen Regel graue Waldkäuze.

### Flugbild
Die Flügel des Waldkauzes sind im Vergleich zu anderen Eulenarten eher kurz, breit und gerundet; die Spannweite beträgt 81 bis 96 cm.
Waldkäuze sind wendige Flieger, die auch in dichten Baumbeständen sicher und schnell manövrieren. Ihr Flugbild ist verglichen mit dem der Waldohreule plumper, langschwänziger und breitflügliger. Waldkäuze fliegen mit schnellen Flügelschlägen. Der grundsätzlich geradlinige Flug wird immer wieder von längeren Gleitphasen unterbrochen.

### Erscheinungsbild der Jungen

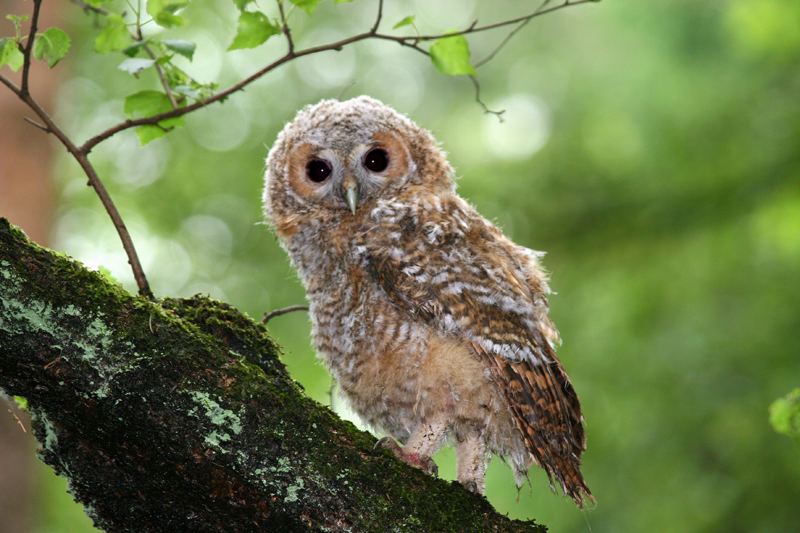
Waldkauz als Ästling

Frisch geschlüpfte Küken sind dicht und verhältnismäßig kurz grauweiß bedunt. Auch die Beine sind mit einem dichten Dunengefieder bedeckt, das bis zu den Krallen reicht. Lediglich auf der Rückseite des Laufgelenks finden sich keine Dunen. Die Wachshaut ist bei ihnen noch fleischfarben. Sie färbt sich sehr schnell in ein Graurosa mit einer rosa Basis um. Der Eizahn fällt zwischen dem 6. und 7. Lebenstag ab. Die Augen sind anfangs geschlossen und öffnen sich erst zwischen dem 8. und 11. Lebenstag.
Ab etwa dem 14. Lebenstag erscheinen die ersten Dunen auf dem Rücken, die ein wellenförmiges Muster aufweisen. Je nach Farbmorphe sind diese und das wollig wirkende Zwischenkleid blassbräunlich oder gräulich weiß und weisen eine dichte braune, graue oder rostbraune Bänderung auf. Verhältnismäßig ungewöhnlich ist, dass dieser Querstreifung ein längsgestreiftes adultes Gefieder folgt. Im Alter von etwa sechs Wochen setzt die nächste Mauser ein, bei der bis auf Schwanzfedern, Schwingen und die großen Handdecken alle Federn gewechselt werden. Die Entwicklung dieses Kleides ist mit knapp fünf Monaten abgeschlossen. Die Jungen sehen zwar den Altvögeln jetzt sehr ähnlich, lassen sich aber anhand der Großgefiedermauser noch bis ins 3. Kalenderjahr eindeutig unterscheiden.

## Lautäußerungen
Waldkäuze verfügen über ein großes Lautrepertoire, deren einzelne Rufe in Lautstärke und Klangfarbe stark variieren. Dagegen verfügen Waldkäuze nur über sehr wenige Instrumentallaute. Der Flug ist geräuschlos. Sie lassen lediglich bei aggressiver Erregung ein Schnabelknappen hören.
Der typische Ruf des Waldkauzes ist das vom Männchen geäußerte langgezogene, heulende Huh-Huhuhu-Huuuh, das vorwiegend während der Balzzeit zu hören ist. Bei diesem Ruf folgt auf ein gedehntes Huuuu nach kurzer Pause ein gestoßenes Hu und am Ende der Strophe ein vollklingender Roller von zwei bis drei Sekunden Länge. Die Länge und Form der Strophe ist abhängig vom Erregungszustand des Kauzes. Die Männchen, deren Rufe individuell so charakteristisch sind, dass sie daran unterschieden werden können, rufen sowohl auf einer Anwarte sitzend als auch fliegend. Zum Rufrepertoire des Männchens gehört auch ein trillerndes Wuwuwuwu..., das besonders beim Zeigen der Nisthöhle und unmittelbar vor der Begattung zu hören ist.
Das Weibchen gibt ein raues Kuwitt von sich. Dieser Ruf ist besonders häufig in der Balzzeit zu hören, wenn Männchen und Weibchen abwechselnd rufen. Auch Stein- und Raufußkauz verfügen in ihren jeweiligen Rufrepertoires über einen Kuwitt-Ruf. Das Kuwitt des Waldkauzes ist allerdings schärfer. Von Waldkauzmännchen ist dieser Ruf gelegentlich auch zu hören. Er zeigt mit diesem Ruf seinen Standort an, lässt ihn aber gelegentlich sogar in den Rufduellen mit dem Weibchen hören.
Junge Waldkäuze, die noch in der Nisthöhle sitzen, betteln mit leisen Zickzickzick-Rufen um Futter. Mit zunehmendem Lebensalter verändert sich dieser Ruf in ein heiseres Kszik und noch später in ein Pitjäh, das dann über Kewick-Laute schließlich in das Kuwitt der ausgewachsenen Waldkäuze übergeht.

## Verbreitung und Lebensraum

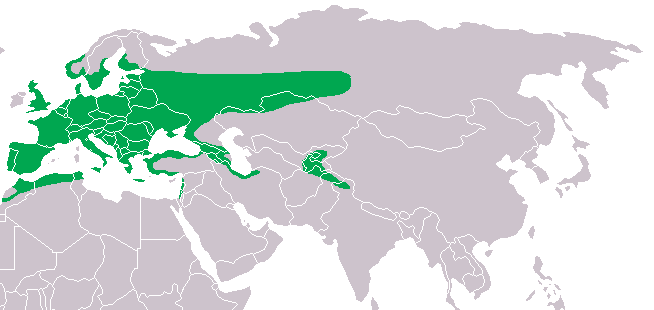
Verbreitungskarte des Waldkauzes (ohne Himalajakauz)

Der Waldkauz besiedelt in der Paläarktis die Laubwälder und Mischwälder der gemäßigten und der mediterranen Zone bis an den südlichen Rand der borealen Nadelwälder. Die Verbreitung des Waldkauzes ist disjunkt, er kommt in zwei räumlich getrennten Arealen in Europa und Asien vor. Das westliche Verbreitungsgebiet erstreckt sich von Westeuropa und Nordwestafrika bis nach Iran und Westsibirien. Das kleine östliche Verbreitungsgebiet umfasst die zentralasiatischen Republiken – außer Turkmenistan – sowie Afghanistan und den Norden Pakistans. Daran schließt sich ein Gebiet an, das über den Himalaya bis nach China und Korea reicht und vom nahe verwandten Himalajakauz besiedelt ist. Dieser wird in der Literatur teilweise noch als Unterart des Waldkauzes geführt.
Der Waldkauz ist in den kälteren Regionen seines Verbreitungsgebietes ein Vogel der Tiefebenen. In Schottland brütet er in Höhenlagen bis zu 550 Meter über NN. In den Alpen kommt er bis in Höhen von 1800 und in der Türkei von 2350 Meter vor. Eine Unterart, die jetzt zum Himalajakauz gezählt wird, brütet In Myanmar noch in Höhenlagen von 2800 Metern über NN.
Waldkäuze sind ausgeprägte Standvögel, die ihr Revier auch im Winter nicht verlassen. Lediglich die Jungtiere wandern in verschiedenen Richtungen ab, sobald sie flügge sind. Die Dispersionszeit der Jungvögel fällt mit der Herbstbalz der Waldkäuze zusammen. Die Elternvögel vertreiben in dieser Zeit den Nachwuchs aus ihrem Revier. Die meisten jungen Waldkäuze siedeln sich meist unweit des Reviers der Elternvögel an. Die Dispersiondistanzen unterscheiden sich je nach geographischer Lage. Während juvenile Waldkäuze in der Schweiz oder Deutschland im Median 6 km dispersieren, so legen juvenile finnische Waldkäuze im Median 17 km bis zu ihrem Brutgebiet zurück.
Obwohl der Waldkauz alte Laub- und Mischwälder bevorzugt, ist er auch häufig in Nadelwäldern und in der Kulturlandschaft anzutreffen. Der Waldkauz ist grundsätzlich sehr anpassungsfähig und brütet beispielsweise in der baumarmen Dünenlandschaft der Niederlande auch in Kaninchenhöhlen. Er besiedelt auch urbane Lebensräume. Waldkäuze brüten auch in Parkanlagen, auf Friedhöfen und in Alleen sowie Gärten mit altem Baumbestand. Bleibt er ungestört, brütet er auch in direkter Nähe zum Menschen. Daher kommt es verhältnismäßig häufig zu Bruten in Scheunen oder in den Schornsteinen alter Häuser.

## Ernährung

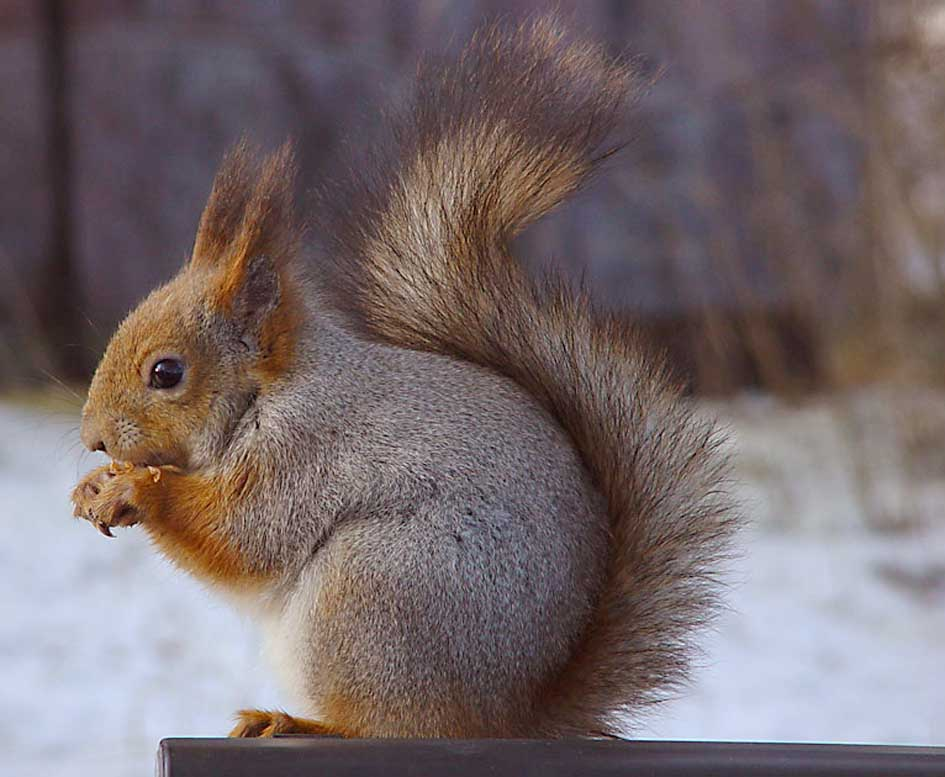
Der Waldkauz schlägt Säuger bis zur Größe von Eichhörnchen.

Der Waldkauz ist vorwiegend nachtaktiv. Den Tag verbringt er meist in schützender Deckung, die er nur bei Störung oder extremer Kälte verlässt. Seine Aktivitätsphase beginnt etwa zu dem Zeitpunkt der Dämmerung, in dem für die meisten Menschen das Farbsehen in freier Natur endet. Das Brutgebiet ist gewöhnlich im Jagdgebiet integriert. Die Größe des Jagdgebietes schwankt in Abhängigkeit davon, wie strukturreich das Gebiet ist, wie zahlreich Beutetiere vorkommen und ob eine entsprechende Anzahl von Ansitzwarten zur Verfügung steht. Die Reviere können daher nur acht bis zwölf Hektar groß sein, aber auch ein Gebiet von 65 bis 75 Hektar umfassen. Ein Waldkauz nutzt ein einmal erobertes Revier gewöhnlich für den Rest seines Lebens. Die Vertrautheit mit dem Revier ist eine wesentliche Voraussetzung, um auch bei Bestandsschwankungen der jeweils wichtigsten Beutetiere zu überleben.

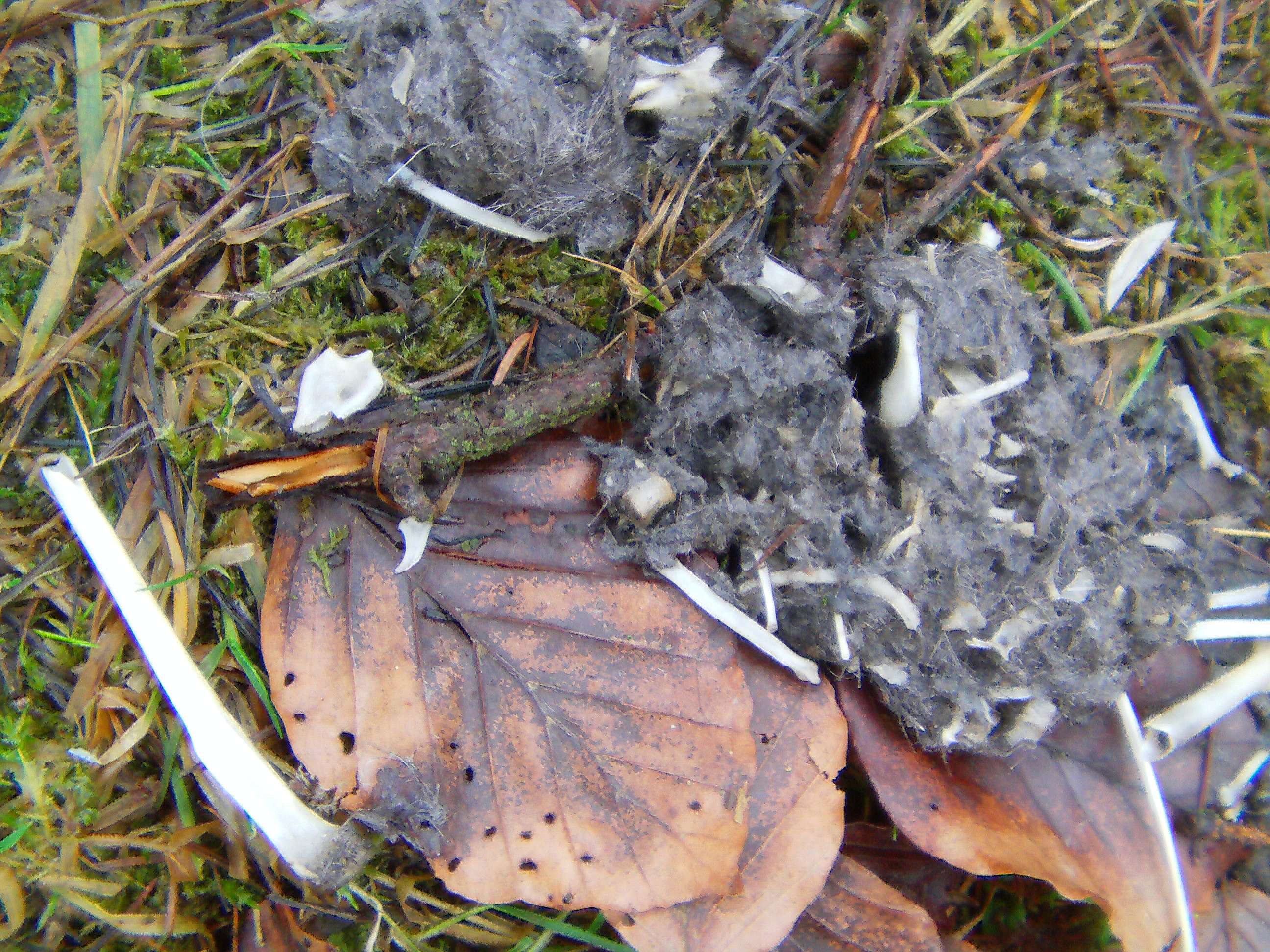
Das Gewölle eines Waldkauzes

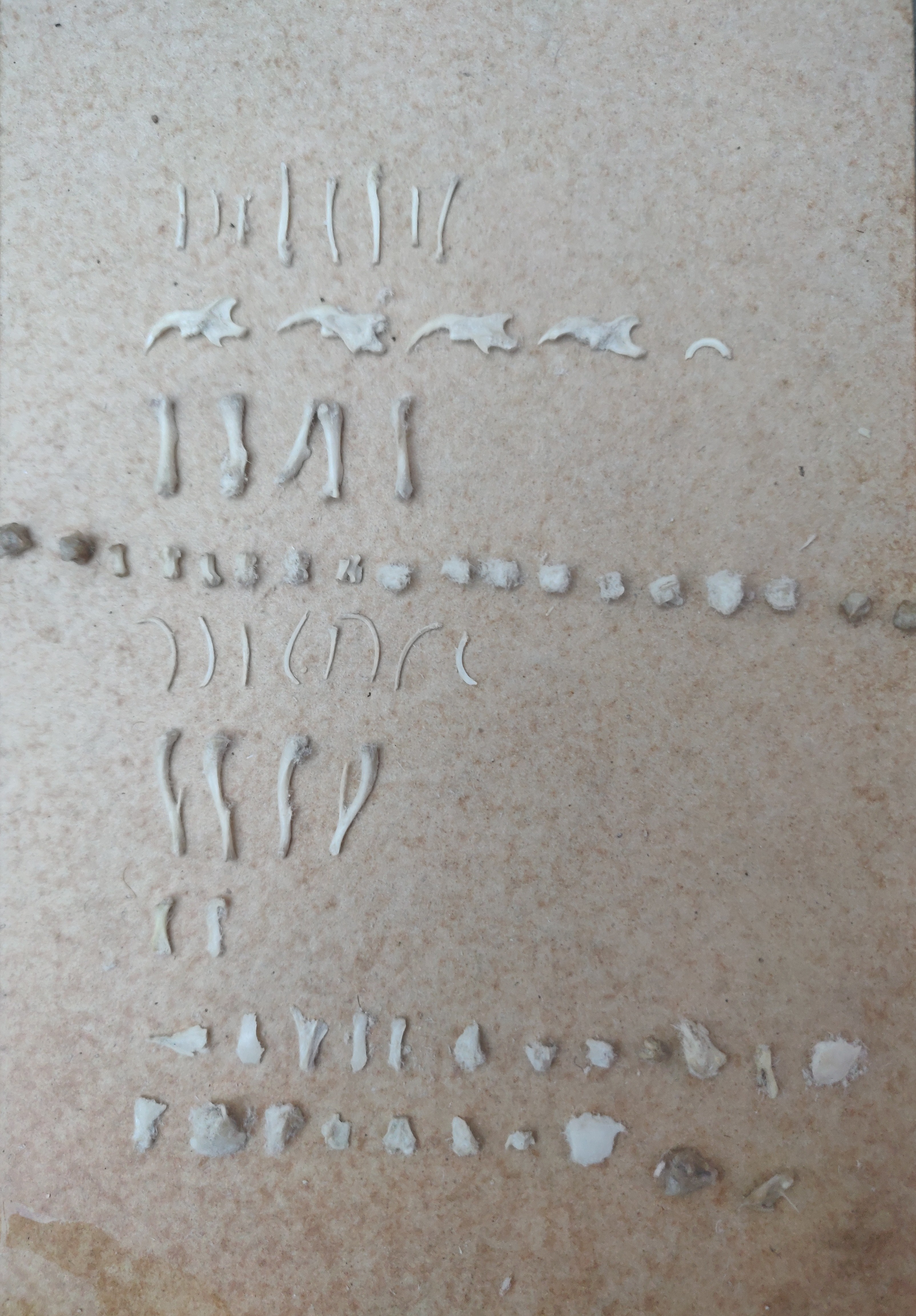
Einzelteile aus dem Gewölle

Die Jagd erfolgt meist im nahezu lautlosen Suchflug entlang von Waldrändern oder Wegen sowie waldnahen Wiesen und Feldern. Vernimmt er die leisen Pfiffe der Mäuse, reagiert er darauf meist mit einem abrupten Richtungswechsel und fliegt in Richtung der Lautquelle. Bleibt die Flugjagd erfolglos, fliegt er meist Ansitzwarten an, die ihm einen Überblick über beutereiche Stellen seines Reviers ermöglichen. Diese Ansitzwarten befinden sich häufig nur fünfzig bis siebzig Zentimeter über dem Erdboden. Auf diesen Ansitzwarten verharrt er bis zu einer Stunde. Das unregelmäßig geformte Gewölle wird häufig an Schlaf- oder Rastplatz sowie von Jagdansitzen aus hochgewürgt. Ein Waldkauzgewölle ist häufig an einem Ende zugespitzt und hat eine Länge von 2 bis 5 cm, bei einer Breite von ein bis 2,5 Zentimetern. Meist hat das Gewölle eine hellgraue Färbung, weil der Waldkauz vor allem Mäuse frisst, deren Fell für ihn unverdaulich ist.
Ansitz- und Flugjagd wechseln sich meist mehrfach in der Nacht ab. Der Nahrungsbedarf eines Waldkauzes beträgt etwa 60 bis 70 Gramm täglich. Das entspricht etwa vier Feldmäusen. Die Jagdzeit endet mit der Morgendämmerung.
Das Nahrungsspektrum des Waldkauzes ist sehr breit. Die Zusammensetzung ist vom jeweiligen Angebot an Beutetieren abhängig. In guten Mäusejahren besteht die Nahrung zu einem großen Teil aus Wühlmäusen und Echten Mäusen. Sie können bis zu 75 Prozent des Beutespektrums ausmachen. Der Waldkauz kann Beutetiere schlagen, die seinem Körpergewicht entsprechen. Er schlägt daher auch Kaninchen und Eichhörnchen. In einer britischen Studie zeigte sich, dass in den Sommermonaten Wanderratten eine große Rolle in der Ernährung der Waldkäuze spielen. Vögel machen durchschnittlich etwa 15 Prozent seines Beutespektrums aus. Bei Waldkäuzen, die in urbanen Lebensräumen leben, ist der Anteil an Vögeln in der Nahrung grundsätzlich höher. Untersuchungen haben ergeben, dass im Stadtgebiet von Berlin lebende Waldkauzpopulationen sich zu 70,7 % von Vögeln und zu 29,3 % von Kleinsäugern und Fröschen ernähren. In Ausnahmefällen leben Waldkäuze nahezu ausschließlich von der Vogeljagd. Während der Flugjagd suchen Waldkäuze gezielt die Massenschlafplätze von Kleinvögeln auf und bringen sie durch plötzliches Flügelklatschen zum Auffliegen. Höhlenbrütende Vögel greift er mit Hilfe seiner langen Beine aus der Bruthöhle. In Mitteleuropa hat man bis zu 100 Vogelarten gezählt, die vom Waldkauz geschlagen werden. Dazu zählen Sperlinge und Finken, aber auch Häher, Tauben und Elstern. Daneben werden jedoch praktisch alle im jeweiligen Lebensraum vorhandenen Tiere geeigneter Größe gefressen, also auch Spitzmäuse, Frösche, Fische, Käfer oder Regenwürmer. Regenwürmer ortet der Waldkauz überwiegend akustisch, indem er bis zu zehn Minuten reglos an einer Stelle verharrt. Verlassen die Würmer ihre Gänge, greift er sie mit dem Schnabel und zieht sie vollständig aus ihren Gängen.
Hat der Waldkauz eine Maus erbeutet, knetet er diese zwischen den Fängen zunächst durch und verschlingt sie dann im Ganzen mit dem Kopf voran. Größere Beute sowie das Futter für die Nestlinge werden zerkleinert. Verklemmt sich beim Herunterschlingen die Nahrung im Schlund, wird sie mit einem der Fänge wieder herausgeholt.

## Fortpflanzung

### Paarbildung und Balz
Waldkäuze sind gewöhnlich in der dem Schlupf folgenden Fortpflanzungsperiode geschlechtsreif. Sie verpaaren sich auf Lebenszeit und sind grundsätzlich monogame Vögel. Bei Verlust eines Partners bleibt der überlebende Vogel unabhängig vom Geschlecht im Brutrevier und verpaart sich mit einem der richtungslos herumstreichenden Waldkäuze neu. Das Revier eines Paares wird ganzjährig vom Paar verteidigt. Seine Grenzen verändern sich im Verlaufe der Jahre kaum.
Die Paarbindung lockert sich nach der Aufzucht der Jungen, und von Juni bis Oktober verbringen die Waldkäuze den Tag an unterschiedlichen Ruheplätzen. Die erste Balzphase im Oktober und November, die häufig als Schein- oder Herbstbalz bezeichnet wird, dient dem Zueinanderfinden der Partner eines bereits bestehenden Paares beziehungsweise dem Finden eines neuen Partners, wenn ein Vogel des Paares verstorben ist. Der Beginn dieser Balzphase ist an den zunehmenden Rufen der Waldkäuze zu erkennen. Mit zunehmender Paarbindung suchen die Waldkäuze näher beieinander liegende Tageseinstände auf und ruhen gelegentlich schon am selben Tagesplatz.
Im Dezember lassen die Rufe nach und nehmen ab Januar wieder zu. Im März erreicht die Balz ihren zweiten Höhepunkt, bei dem das Singen der Waldkäuze fast allabendlich zu hören ist. Dabei rufen die Käuze meist im Wechsel. Die Rufe enden, wenn die Partner sich an einem gemeinsamen Treffpunkt finden. In den ersten Tagen meiden die Käuze noch eine gegenseitige Berührung und wehren den Partner mit kreischenden Lauten und Fauchen ab. Zunehmend dulden sie die Nähe zueinander und kraulen gelegentlich einander das Kopf- und Halsgefieder. Die Rufduelle enden, wenn das Männchen beginnt, dem Weibchen Beute zuzutragen.

### Nistplatz und Gelege

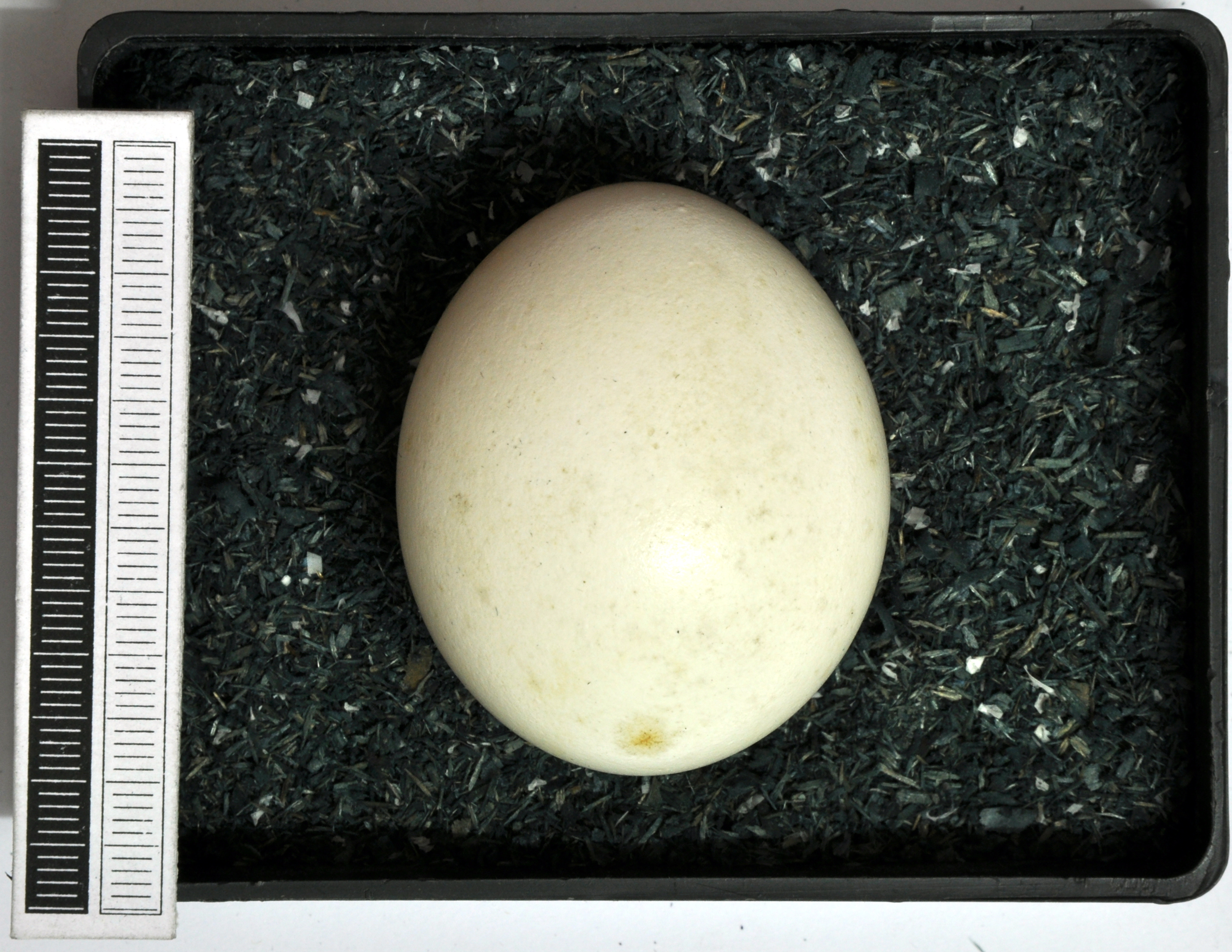
Ei (Sammlung Museum Wiesbaden)

Die Nistplatzwahl beginnt in der Zeit der Hochbalz und wird bis in die Zeit der Kopulation fortgesetzt. Das Männchen wählt geeignete Nisthöhlen und ruft, an den Rand der Nisthöhle geklammert, flügelschlagend nach dem Weibchen. Die endgültige Wahl der Nisthöhle trifft das Weibchen.
Beim Nistplatz handelt es sich meist um Baumhöhlen, bisweilen auch Felsnischen sowie alte Krähen- und Greifvogelnester. Geeignete Brutplätze in Gebäuden oder künstliche Nisthöhlen werden ebenfalls angenommen. Sobald sich das Weibchen für eine Bruthöhle entschieden hat, beginnt es diese zu reinigen und das eventuell von Staren oder Eichhörnchen eingetragene Nistmaterial zu entfernen. Waldkäuze legen ihre Eier direkt auf den Boden der Bruthöhle. Bereits vor der Eiablage jagt das Weibchen nicht mehr. Es wird durch das Männchen mit Futter versorgt. Das Männchen kündigt sich durch Rufe an, worauf das Weibchen ihm entgegenfliegt und die Beute übernimmt.
Im südlichen Verbreitungsgebiet beginnen Waldkäuze ab Februar zu brüten. In Mitteleuropa brüten sie gewöhnlich ab März. Im Stadtbereich brütende Waldkäuze beginnen ihr Brutgeschäft aber bis zu einem Monat früher; auch vereinzelte „Winterbruten“ zwischen November und Januar, also direkt im Anschluss an die Herbstbalz, sind belegt. Das Gelege besteht in der Regel aus zwei bis vier Eiern. Gelege können aber auch nur ein Ei oder bis zu sieben Eier aufweisen. Die Eier sind elliptisch bis spindelförmig und messen im Durchschnitt 46,7 mal 39,1 Millimeter. Ihre Schale ist glatt und glänzt leicht. Gelegentlich weist die Schale kleine Knötchen oder Längsrillen auf. Die Eiablage erfolgt meist nachts. Der Legeabstand beträgt zwischen zwei und vier Tagen. Waldkäuze ziehen nur eine Jahresbrut groß. Bei Gelegeverlust kommt es aber zu Nachgelegen.

### Aufzucht der Jungvögel

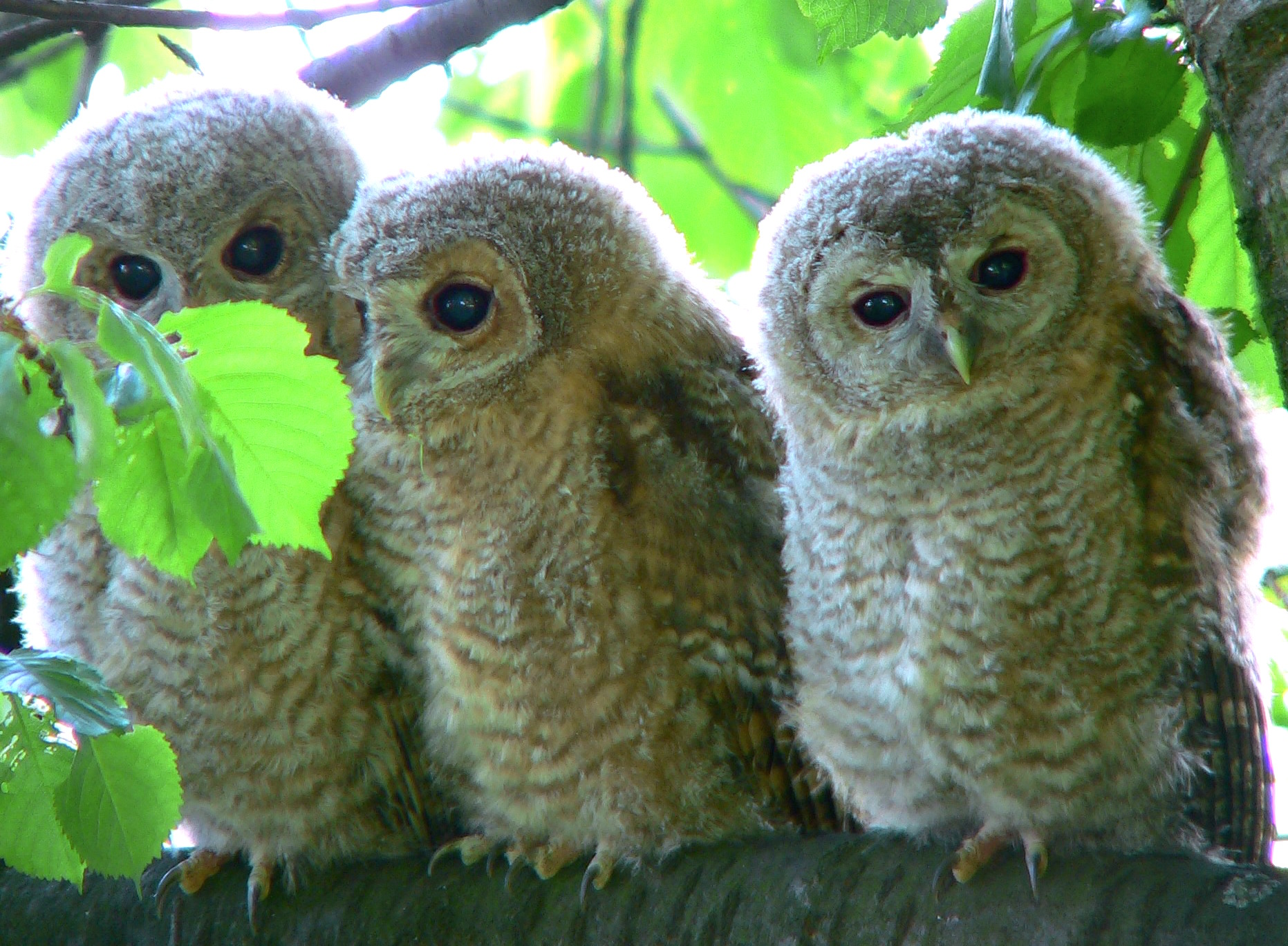
Drei junge Waldkäuze

Die durchschnittliche Brutdauer beträgt 28 bis 30 Tage. Es brütet allein das Weibchen. Die Jungen schlüpfen in den Intervallen, in denen das Ei gelegt wurde. Der Schlüpfvorgang dauert meist einen, seltener zwei Tage. Frisch geschlüpfte Waldkauzjunge wiegen durchschnittlich circa 28 Gramm und sind während der ersten neun Lebenstage noch völlig blind. Der weibliche Elternvogel hudert die Jungen während der ersten zehn Tage und füttert die Jungen mit kleinen Teilen der Beutetiere. Die Fütterungsweise unterscheidet sich deutlich von der der Greifvögel. Die Jungvögel werden in ihren ersten Lebenstagen gefüttert, während sie unter dem Bauch des weiblichen Elternvogels sitzen. Das Weibchen senkt dabei den Kopf tief herab, bleibt aber auf den Jungen sitzen.
Die Männchen und ab dem zehnten Lebenstag auch die Weibchen tragen während der Nestlingstage sehr große Futtermengen heran. Diese werden rund um die Nestmulde abgelegt. Insbesondere in den ersten Nestlingstagen, wenn die Jungvögel noch nicht sehr viel fressen, kann die Futtermenge den Bedarf weit übersteigen. Es ist ein Fall bekannt, bei dem vier Jungkäuze in einem mäusereichen Jahr in ihrer Nesthöhle auf einer Schicht von 38 Feldmäusen und einer Kohlmeise saßen.
Die Jungvögel verlassen in einem Alter von 29 bis 35 Tagen die Bruthöhle. Beim Sprung aus der Höhle fallen viele Waldkauzjungen auf den Erdboden. Sie versuchen dann, laufend zu einem Gestrüpp oder einem dickborkigen Baum zu kommen, an dem sie hochklettern können. Als sogenannte Ästlinge werden sie dort von den Elternvögeln versorgt. In einem Alter von etwa 50 Tagen sind sie in der Lage, dem weiblichen Elternvogel bereits 40 bis 50 Meter fliegend zu folgen. Ab etwa 70 Tagen fliegen sie in einem Umkreis von 200 Metern um die Nisthöhle umher. Bis etwa zu ihrem 100. Lebenstag werden sie von den Altkäuzen versorgt. Im vierten Lebensmonat nimmt die Entfernung zu, in der sie sich vom Brutort aufhalten. Ihre Wanderbewegungen sind ungerichtet. Die meisten in den ersten Lebensmonaten beringten Waldkäuze werden in einer Entfernung von 20 Kilometern wieder aufgefunden.

### Verteidigung der Jungvögel
Die Altvögel verteidigen Nisthöhle und Ästlinge rigoros. Sie attackieren dabei auch Menschen, die den Jungen zu nahe kommen. Als Störenfriede empfundene Lebewesen werden in der Regel ohne Vorwarnung im lautlosen Direktflug von hinten attackiert. Beim Menschen streift der Kauz dabei mit Flügeln und Krallen den Kopf- und Schulterbereich. Die Attacken enden erst, wenn der Störer sich aus dem engeren Revierbereich wieder entfernt. Die Angriffe können zu blutenden Fleischwunden führen. Zu den bekanntesten Opfern eines Waldkauzangriffs zählt der britische Naturfotograf Eric Hosking, der bei Aufnahmen in der Nähe der Nisthöhle von Waldkäuzen so heftig attackiert wurde, dass er ein Auge verlor.

## Mortalitätsursachen

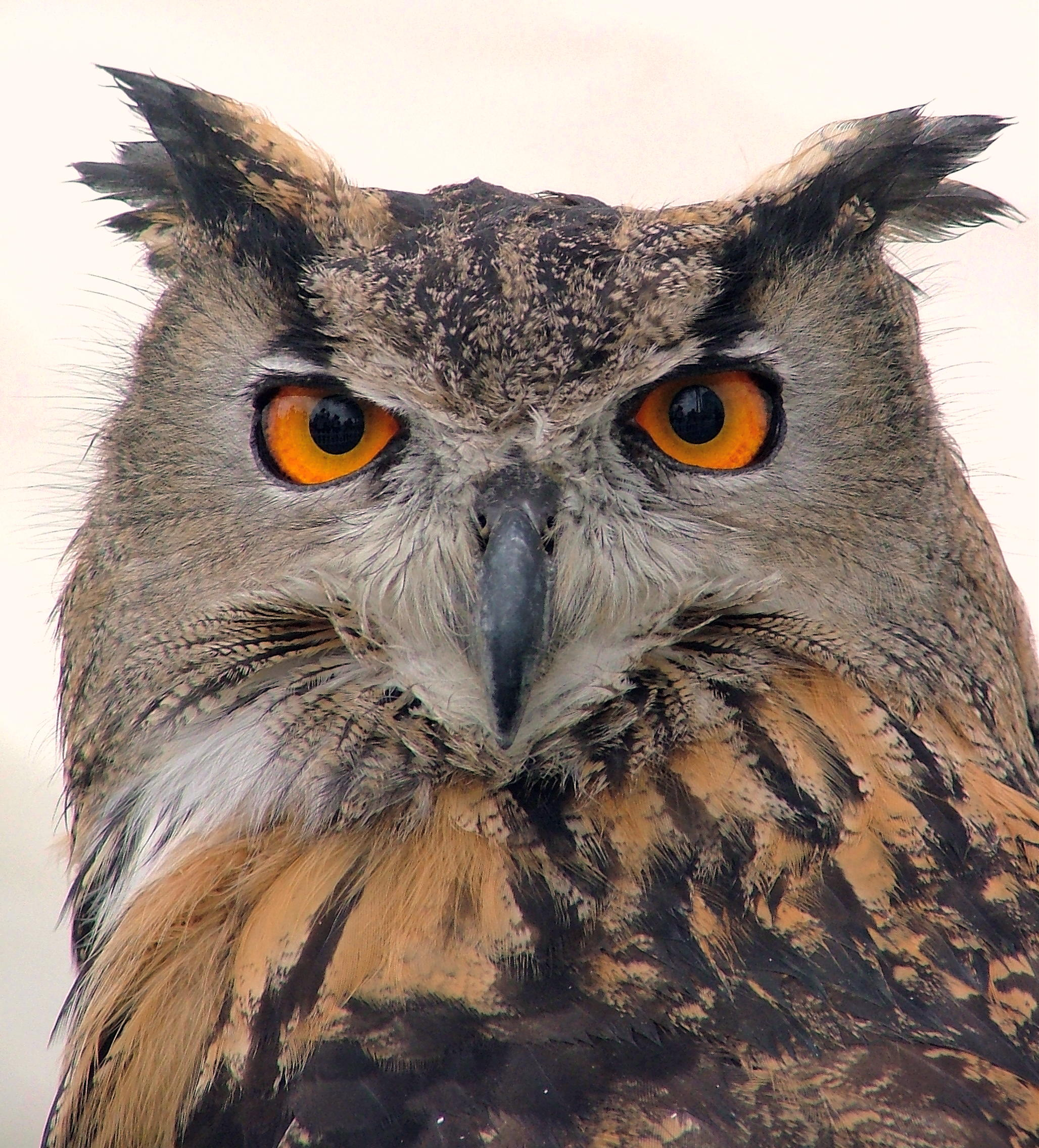
Der Uhu zählt zu den Beutegreifern, die auch Waldkäuze schlagen.

Zu den Beutegreifern des Waldkauzes zählen andere Eulenarten wie Habichtskauz und Uhu sowie Greifvögel wie Habicht und Mäusebussard. Baummarder plündern gelegentlich Nester, und es wurden einige Fälle beschrieben, bei denen Dohlen ihr Nest auf einem brütenden Waldkauzweibchen bauten und dies zu ihrem Tod und dem der Jungen führte. Nach den Ergebnissen einer dänischen Studie ist auch der Rotfuchs ein wesentlicher Beutegreifer des Waldkauzes, dem vor allem Ästlinge zum Opfer fallen. 36 Prozent der Ästlinge sterben, bevor sie flugfähig sind. Dabei unterliegt die Sterblichkeitsrate saisonalen Schwankungen: Von 100 jungen Waldkäuzen, die im April ihre Bruthöhle verließen, überlebten 86 die Phase bis zu ihrer Selbständigkeit, dagegen erreichten von 100 Waldkäuzen, die im Juni ihre Bruthöhle verließen, nur halb so viele (42) diese Entwicklungsphase. Altvögel zeigen eine erhöhte Sterblichkeitsrate im April und Mai, was vermutlich mit den vermehrten Aktivitäten und der stark belastenden Nahrungssuche für die heranwachsenden Jungen zusammenhängt. Von 100 zweijährigen Käuzen erreichen nur etwa die Hälfte das nächste Lebensjahr. Das höchste Alter, das bislang für einen freilebenden und als Ästling beringten Waldkauz festgestellt wurde, betrug 18 Jahre und acht Monate. Der älteste wildlebende Waldkauz in der Schweiz wurde, durch Ringfund belegt, sogar 21 Jahre und 11 Monate, sicherlich eine Ausnahme. Ein in Gefangenschaft gehaltener Waldkauz erreichte ein Lebensalter von 22 Jahren.

## Bestand
Das Verbreitungsgebiet des Waldkauzes umfasst mindestens 10 Millionen Quadratkilometer. Großflächige Erfassungen dieser Art sind methodisch schwierig; für die Bestände größerer Areale gibt es nur grobe Schätzungen. Der europäische Bestand umfasste 2006 laut IUCN etwa 500.000 bis 1.000.000 Brutpaare. Der Waldkauz ist in seinem Bestand nicht gefährdet. Es wird auch unterstellt, dass die Bestände in den letzten drei Jahrzehnten stabil geblieben sind. Große Populationen finden sich in Frankreich (100.000 Brutpaare), Spanien (53.000 Brutpaare), Russland (100.000 Brutpaare) und Polen (70.000 Brutpaare). Der Bestand in Deutschland wird auf etwa 64.000 Brutpaare geschätzt. In Belgien, den Niederlanden, Norwegen und der Ukraine hat der Waldkauz sein Verbreitungsgebiet ausgedehnt. Bestandsrückgänge hat man in Finnland, Estland, Italien und Albanien festgestellt.

## Systematik
Der Waldkauz wurde im Jahr 1758 durch Carl von Linné in seiner Systema naturae erstmals wissenschaftlich beschrieben. Die Art trägt bis heute die wissenschaftliche Bezeichnung, die ihr damals gegeben wurde. Der Waldkauz gehört zur Gattung Strix, die wiederum zur Familie Strigidae gehört. Abgesehen von den Schleiereulen umfasst diese Familie alle Eulen der Welt.
Als engste Verwandte des Waldkauzes gelten der Habichtskauz, der nordamerikanische Streifenkauz und der Omankauz. Der Omankauz, der die Berg- und Wüstenregionen der Arabischen Halbinsel und des Sinai bewohnt, galt eine Zeitlang als konspezifisch mit dem Waldkauz. Die im Alt- bis Mittelpleistozän vorkommende Strix intermedia wird gelegentlich als unmittelbarer Vorfahr des Waldkauzes eingestuft.
Für den Waldkauz sind zwischen 10 und 15 verschiedene Unterarten beschrieben worden. Allgemein anerkannt werden heute elf Unterarten, von denen drei in jüngerer Literatur zum Himalajakauz (Strix nivicolum) gezählt werden.

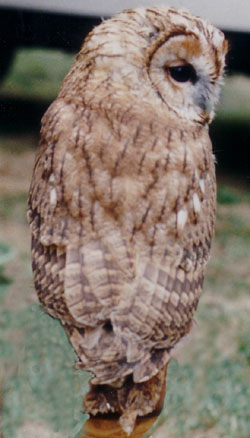
Bei diesem Waldkauz handelt es sich vermutlich um einen Vertreter der Unterart S. a. sylvatica

| Unterart (Eingeklammerte Unterarten sind Unterarten des Himalajakauzes.) | Erstbeschreibung durch (Eingeklammerte Autoren weisen darauf hin, dass die Unterart zunächst einer anderen Gattung zugeordnet wurde.) | Verbreitungsgebiet                                                                    | Kennzeichen |
| ------------------------------------------------------------------------ | --- | ------------------------------------------------------------------------------------- | --- |
| S. a. aluco                                                              | Linnaeus, 1758 | Nord- und Mitteleuropa von Skandinavien bis zum Mittelmeerraum und dem Schwarzen Meer | braune bis graue Nominatform |
| S. a. sylvatica                                                          | Shaw, 1809 | Westeuropa einschließlich Großbritannien                                              | gröber gezeichnet als Nominatform |
| (S. a. nivicola)                                                         | (Blyth, 1845) | Nepal bis Südostchina, Nordburma und Thailand                                         | Himalayawaldkauz Strix nivicolum; oberseits nur fleckig (nicht gestrichelt), zwei helle Flügelbinden, breit gebänderte Schirmfedern und markanter weißer Fleck auf der Vorderbrust |
| S. a. biddulphi                                                          | (Scully, 1881) | Nordwestliches Indien und Pakistan                                                    | vor allem in grauer Morphe |
| S. a. willkonskii                                                        | (Menzbier, 1896) | Palästina bis Nordiran und dem Kaukasus                                               | mit kaffeebrauner Morphe |
| S. a. mauritanica                                                        | (Witherby, 1905) | Nordwestliches Afrika von Marokko bis Tunesien und Mauretanien                        | Flügelspannweite 20 % größer als bei Nominatform |
| S. a. sanctinicolai                                                      | (Zarudny, 1905) | Westlicher Iran und der Nordosten des Iraks                                           | helle Wüstenform |
| (S. a. ma)                                                               | (H. L. Clark, 1907) | Nordöstliches China und Korea                                                         | helle Form des Himalayawaldkauzes |
| S. a. harmsi                                                             | (Zarudny, 1911) | Turkmenistan                                                                          | vor allem in grauer Morphe |
| S. a. siberiae                                                           | Dementiev, 1933 | Zentralrussland vom Ural bis Westsibirien                                             | größer, heller und mit viel Weiß |
| (S. a. yamadae)                                                          | Yamashina, 1936 | Taiwan                                                                                | dunkle Form des Himalayawaldkauzes |

## Mensch und Waldkauz

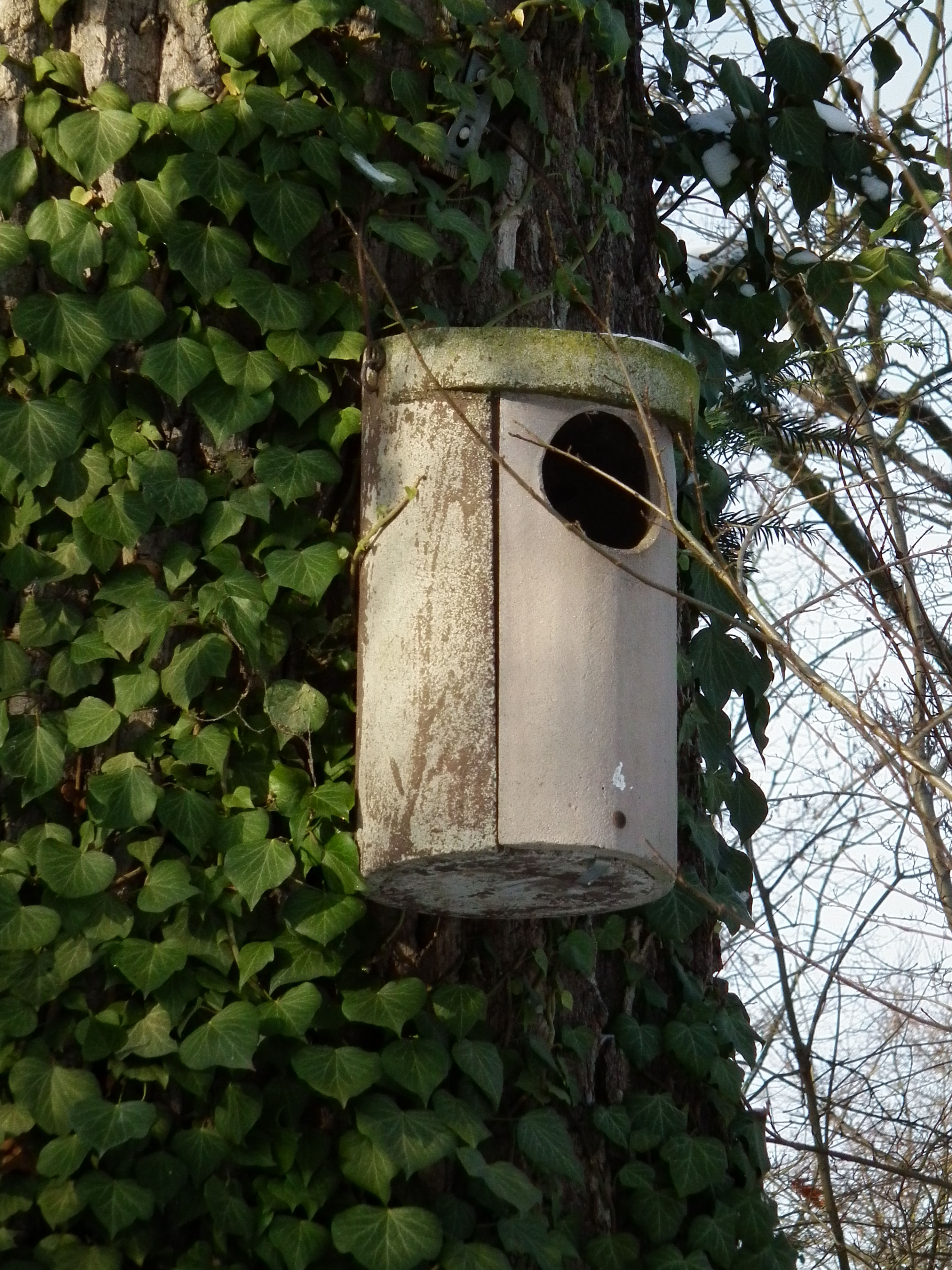
Für Waldkauz geeigneter Nistkasten.

Waldkäuze werden wegen ihres nacht- und dämmerungsaktiven Lebens verhältnismäßig selten von Menschen beobachtet. Der lang gezogene Ruf ist dagegen vielen Menschen bekannt, da er in Filmen häufig zur Untermalung einer Nachtstimmung verwendet wird. Den charakteristischen Ruf hat bereits William Shakespeare im 5. Akt, 2. Szene von Verlorene Liebesmüh zitiert:
“Then nightly sings the staring owl, Tu-whit; Tu-who, a merry note, While greasy Joan doth keel the pot”
Bei den von Shakespeare beschriebenen Rufen handelt es sich allerdings um das Duett eines Waldkauzpärchens. Das Weibchen ruft Kuwitt und das Männchen antwortet darauf mit Hu.
Der Ruf des Weibchens, der ähnlich auch vom Steinkauz und Raufußkauz zu hören ist, wird im Volksaberglauben als „Komm-mit!“ des ungeliebten „Totenvogels“ gedeutet.
NABU und LBV wählten den Waldkauz zum Vogel des Jahres 2017. Stellvertretend für alle Eulenarten wurde die Art bestimmt, um für den Erhalt alter Bäume mit Höhlen im Wald oder in Parks zu werben und für die Bedürfnisse höhlenbewohnender Tiere eine breitere Öffentlichkeit zu schaffen.